# Fabián Vena
Fabián Vena (Buenos Aires, 10 de agosto de 1968) es un actor argentino de televisión, teatro y cine.

## Biografía
Su carrera comenzó en la serie televisiva Socorro, quinto año que se emitió a principio de los años noventa por la pantalla de Canal 9. Fabián Vena caracterizaba a uno de los estudiantes del revoltoso curso de 5.º año de un colegio secundario de la Capital Federal. Compartió elenco con actores de la talla de Laura Novoa, Norman Briski, Virginia Innocenti, Walter Quiroz y Adriana Salonia, entre otros.
Tras su paso por Socorro, quinto año, fue convocado por Canal 13 para protagonizar junto con Adrián Suar y Diego Torres la serie La banda del Golden Rocket. Aquí también compartiría elenco con otros actores jóvenes que, como él, estaban comenzando sus carreras: Carolina Fal, Fernán Mirás, Andrea Pietra, Araceli González, Gloria Carrá, entre otros.
Participó de muchas series televisivas, entre ellas en la serie de Pol-ka, Verdad consecuencia. Allí interpretó a Leonardo Predás, un político corrupto que formaba parte del grupo de amigos encarnados por Andrea Pietra, Emilia Mazer, Valentina Bassi, Damián De Santo, Carlos Santamaría y Antonio Birabent. Más tarde, en la tercera y última temporada de la serie entraría al elenco Inés Estévez, con quien contrajo matrimonio en el año 2004.
En 2003 integró el elenco de la telenovela Resistiré protagonizada por Pablo Echarri, Celeste Cid y Carolina Fal. Su personaje fue Mauricio Doval, villano y antagonista del personaje de Pablo Echarri.
En el campo teatral destacan sus participaciones en La balada del loco Villón, Calígula, Romeo y Julieta junto a Emilia Mazer, Desde la lona, Ha llegado un inspector de J. B. Priestley con dirección de Sergio Renán, Sinvergüenzas, Las variaciones Goldberg, Loca de Tom Topor con dirección de Luis Agustoni, La resistible ascensión de Arturo Ui, La duda, en 2008 dirigido por Inés Estévez en Grabado (Tape) de Stephen Belber, La vuelta al hogar (Lenny), La sombra de Federico y Algo en común.
En materia cinematográfica participó en varios filmes argentinos donde trabajó bajo la dirección de Adolfo Aristarain, Alejandro Agresti, Raúl Perrone y Sergio Renán, entre otros.
También protagonizó la sitcom Una de dos junto a Florencia Peña y Luis Luque en el que interpretaba al amante de Peña, como un actor de profesión pero fracasado en su rubro, la cual se canceló por bajo índice de audiencia.
En 2010 realizó el papel del villano, Caín, en la telenovela Caín y Abel, por Telefe. En 2012 encarna a Diego Lacroix, hijo menor de Sofía Ponte (Mirtha Legrand), en la miniserie La dueña, por Telefe.

## Vida privada
Contrajo matrimonio en 2004 con la actriz Inés Estévez y en 2011 adoptaron dos niñas llamadas Cielo y Vida. Se separaron en 2013.
Actualmente está en pareja con la actriz, conductora y modelo uruguaya Paula Morales a quien conoció en la telenovela Somos familia. Juntos tienen un hijo llamado Valentino, nacido en 2015.

## Filmografía

### Televisión
| Año       | Título                      | Personaje                                          | Canal      |
| --------- | --------------------------- | -------------------------------------------------- | ---------- |
| 1989-1990 | Socorro, quinto año         |                                                    | Canal 9    |
| 1991-1993 | La banda del Golden Rocket  | Fabián                                             | El Trece   |
| 1993      | Son de diez                 | Cameo                                              | El Trece   |
| 1993      | Alta comedia                | "Ep: Hoy digo basta"                               | Canal 9    |
| 1995      | Poliladron                  | Joel                                               | El Trece   |
| 1996-1998 | Verdad consecuencia         | Leonardo Predás                                    | El Trece   |
| 2000-2002 | Tiempo final                | Santiago "Ep: Simulacro"                           | Telefe     |
| 2000-2002 | Tiempo final                | Adrían "Ep: Pacto suicida"                         | Telefe     |
| 2003      | Resistiré                   | Mauricio Doval                                     | Telefe     |
| 2004-2005 | Mosca & Smith               | Melchor Mosca                                      | Telefe     |
| 2006      | El tiempo no para           | Martín Sugásti                                     | Canal 9    |
| 2008      | Una de dos                  | Julio Bustamante                                   | Telefe     |
| 2008-2009 | Los exitosos Pells          | Andrés Corrado                                     | Telefe     |
| 2009      | Tratame bien                | Ezequiel Quiroga                                   | El Trece   |
| 2010      | Todos contra Juan 2         | Él mismo                                           | Telefe     |
| 2010      | Lo que el tiempo nos dejó   | "Ep: Los niños que escriben en el cielo"           | Telefe     |
| 2010      | Caín & Abel                 | Simón Vedia                                        | Telefe     |
| 2011      | Maltratadas                 | "Ep: Acosada sin salida"                           | América TV |
| 2011      | Historias de la primera vez | Gastón de La Ruá "Ep: La primera vez que me animé" | América TV |
| 2011      | Los Únicos                  | Mauro Cosentini                                    | El Trece   |
| 2012      | La dueña                    | Diego Lacroix                                      | Telefe     |
| 2012      | 23 pares                    | Gustavo Iturrioz                                   | Canal 9    |
| 2013      | Televisión por la justicia  | Sergio "Ep: Juez fiaca"                            | Canal 9    |
| 2013      | Historias de diván          | Horacio "Ep: Novia fugitiva"                       | Telefe     |
| 2014      | Somos familia               | Pablo Navarro                                      | Telefe     |
| 2014      | El legado                   | Edgardo Moreno                                     | Canal 9    |
| 2015      | Conflictos modernos         | Gonzalo "Ep: Mateo"                                | Canal 9    |
| 2015      | La casa                     | Roque "Ep: Revolucionarios"                        | TV Pública |
| 2016      | Silencios de familia        | Alberto "Beto" Gutiérrez                           | El Trece   |
| 2017      | La pulsera                  | Antonio Benítez                                    | Vimeo      |
| 2017-2018 | Golpe al corazón            | Franco Rocamora                                    | Telefe     |
| 2018      | Encerrados                  | Ernesto                                            | TV Pública |
| 2018-2019 | Mi hermano es un clon       | Gabriel Méndez                                     | El Trece   |
| 2021      | Abejas, el arte del engaño  | Octavio Bordeau                                    | Flow       |
| 2022      | Dos 20                      | Marcos "Ep: Soy tu padre"                          | TV Pública |
| 2023      | DT, la misión               | Claudio "Látigo" Gómez                             | El Siete   |
| 2023-2024 | Madame Requin               | Tito González                                      | TV Pública |

### Cine
- Cenizas al mar (2022)
- Yo nena, yo princesa (2021)
- Extraños en la noche (2012)
- El Dedo (2011)
- La receta (2009)
- Amorosa soledad (2008)
- Estrenando sueños (2008)
- Pasos (2005)
- Valentín (2002)
- Déjala correr (2001)
- Una noche con Sabrina Love (2000)
- El viento se llevó lo que (1998)
- Asesinato a distancia (1998)
- El sueño de los héroes (1997)
- De mi barrio con amor (1996)
- Historias de amor, de locura y de muerte (1996)
- Labios de churrasco (1994)
- Un lugar en el mundo (1992)
- Mujeres (1989)

## Dirección teatral
| Año  | Título                   | Teatro                           | Dirección   |
| ---- | ------------------------ | -------------------------------- | ----------- |
| 2019 | ¿Qué tenés en la cabeza? | Teatro La Campana (Buenos Aires) | Fabián Vena |

### Teatro
- Socorro, quinto año - Dirección Rodolfo Ledo - Teatro Alfil (1990)
- La Banda del Golden Rocket - Teatro Astral (1992)
- La Banda del Golden Rocket - Teatro Premier (1993)
- La balada del loco Villón - Teatro Del Pueblo (1993)
- Calígula - como Escipión - Paseo La Plaza (1994)
- Desde la lona - Teatro Carlos Carella (1997)
- Las variaciones Golberg - San Martín (2003)
- Loca - Multiteatro (2004)
- La resistible ascensión de Arturo Ui - San Martín (2005)
- La duda - Liceo (2007)
- Grabado - Konex (2008)
- La vuelta al hogar - Multiteatro (2009)
- La sombra de Federico - San Martín (2009)
- Algo en común - Picadilly (2010)
- El Reportero - Multiteatro (2011)
- Rain Man - La comedia (2012)
- Love, love, love (Multiteatro (2013)
- Sacco y Vanzetti - Cervantes (2014)
- Casa Valentina - Picadilly (2016)

## Premios
| Año  | Premios                          | Categoría                                          | Programa                          | Resultado |
| ---- | -------------------------------- | -------------------------------------------------- | --------------------------------- | --------- |
| 1998 | Premios Martín Fierro            | Mejor Actor Protagonista de Drama                  | Verdad consecuencia               | Nominado  |
| 2003 | Premios Martín Fierro            | Mejor Actor Protagonista de Novela                 | Resistiré                         | Ganador   |
| 2004 | Premios Martín Fierro            | Mejor Actor Protagonista de Unitario y/o Miniserie | Mosca & Smith                     | Nominado  |
| 2005 | Premios Martín Fierro            | Mejor Actor Protagonista de Comedia                | Mosca & Smith                     | Nominado  |
| 2006 | Premios Martín Fierro            | Mejor Participación Especial en Ficción            | El tiempo no para                 | Nominado  |
| 2009 | Premios Martín Fierro            | Mejor Participación Especial en Ficción            | Los exitosos Pells y Tratame bien | Nominado  |
| 2010 | Premios Martín Fierro            | Mejor Actor Protagonista de Unitario y/o Miniserie | Lo que el tiempo nos dejó         | Nominado  |
| 2011 | Premio Konex - Diploma al Mérito | Mejor Actor de Televisión de la década             | Período 2001-2010                 | Ganador   |

## Videoclip
- 2003: "Asesíname" - Charly García